# Космічна вулиця (Дніпро)
Космічна вулиця — вулиця у Соборному районі міста Дніпро.
Довжина вулиці — 3200 метрів.
Космічна вулиця починається у низовині Дніпра від кола на площі Перемоги від Набережної Перемоги й підіймається на південний захід по південній стороні Тунельної балки до верхнього плато, де упирається у Запорізьке шосе. Внизу Космічна вулиця проходить давньою козацьким місцевістю Мандриківка, де у 1970-их роках були зведені радянські багатоповерхові житлові райони «Мандриківський» й частково «Лоцманський», що згодом були перейменовані радянською владою на честь 30-річчя перемоги СРСР над 3-ім Рейхом на житловий район «Перемога». Внизу вулиці зліва сформовані зони вищої освіти й клиничної медицина, й справа — розважальна зона в усті Тунельної балки, де влаштовані спортивні траси для автомобільних гонок й зимових видів спорту. Всередині вулиці, зліва, розташований радянський житловий масив «Сокіл-1». Після Соколу йде промислово-комерційна зона проспекту Праці й Запорізького шосе. За Запорізьким шосе, у яке упирається Космічна вулиця, розташовано житловий район «Тополя» у Шевченківському районі міста.

## Будівля
- № 6 — Супермаркет «АТБ» № 28,
- № 7 — Біотехнологічний факультет Дніпропетровського державного аграрно-економічного університету,
- № 9а, 11 — Житловий комплекс «Крута гірка»,
- № 10 — КП Дніпровські міські тепломережі,
- № 13 — Дніпропетровська обласна дитяча клінічна лікарня,
- № 16б — Державна ветеринарна клініка,
- № 17 — Пологовий будинок № 2; Дніпропетровський обласний перинатальний центр зі стаціонаром,
- № 17к — Патологоанатомічне відділення,
- № 19 — Міська спеціалізована лікарня № 8,
- № 20 — Парк розваг «Лавина» з Льодовою ковзанкою, спусками для катання на лижах і тубах, п'ятизірковим готелем,
- № 21 — Міський Онкологічний центр,
- № 25д, корпус 4 — Насосна станція № 6 КП «Дніпроводоканал»,
- № 28б — Готель-ресторан «Хан-Чинар»
- № 30 — АЗС «Сентоза Ойл»,
- № 35 — Дніпропетровський держлісгосп,
- № 53а — Меблевий салон «Бієналле».

## Перехресні вулиці
- Набережна Перемоги,
- проспект Героїв,
- вулиця Шокальського,
- Мандриківська вулиця,
- Мандриківський провулок,
- вулиця Писарєва,
- вулиця Космонавта Комарова,
- Екіпажний провулок,
- Марсовий провулок,
- проспект Праці,
- Запорізьке шосе.